# Patrick Beckert
Jordan Belchos, né le 17 avril 1990 à Erfurt, est un patineur de vitesse allemand.

## Palmarès

### Jeux olympiques d'hiver
| Épreuve / Édition   | 500 mètres | 1 000 mètres | 1 500 mètres | 5 000 mètres | 10 000 mètres    | Mass start | Poursuite par équipes |
| JO 2010 Vancouver   | —          | —            | —            | 22e          | —                | —          | —                     |
| JO 2014 Sotchi      | —          | —            | 23e          | 8e           | 6e               | —          | —                     |
| JO 2018 Pyeongchang | —          | —            | —            | —            | 7e 13 min 1 s 94 | —          | —                     |
| JO 2022 Pékin       |            |              |              | 11e          |                  |            |                       |

Légende :
- : première place, médaille d'or
- : deuxième place, médaille d'argent
- : troisième place, médaille de bronze
- : pas d'épreuve
- — : Non disputée par le patineur
- DSQ : disqualifiée

### Championnats du monde simple distance de patinage de vitesse
- Médaille de bronze en 10 000 m en 2015
- Médaille de bronze en 10 000 m en 2017